# Thenon
Thenon is een gemeente in het Franse departement Dordogne (regio Nouvelle-Aquitaine). De plaats maakte deel uit van het arrondissement Périgueux. Na de aanpassing van de arrondissementsgrenzen vanaf 2017 door het arrest van 30 december 2016 behoort zij tot het arrondissement Sarlat-la-Canéda. Thenon telde op 1 januari 2022 1.267 inwoners.

## Geografie
De oppervlakte van Thenon bedraagt 25,92 km², de bevolkingsdichtheid is 48 inwoners per km² (per 1 januari 2019).
De onderstaande kaart toont de ligging van Thenon met de belangrijkste infrastructuur en aangrenzende gemeenten.

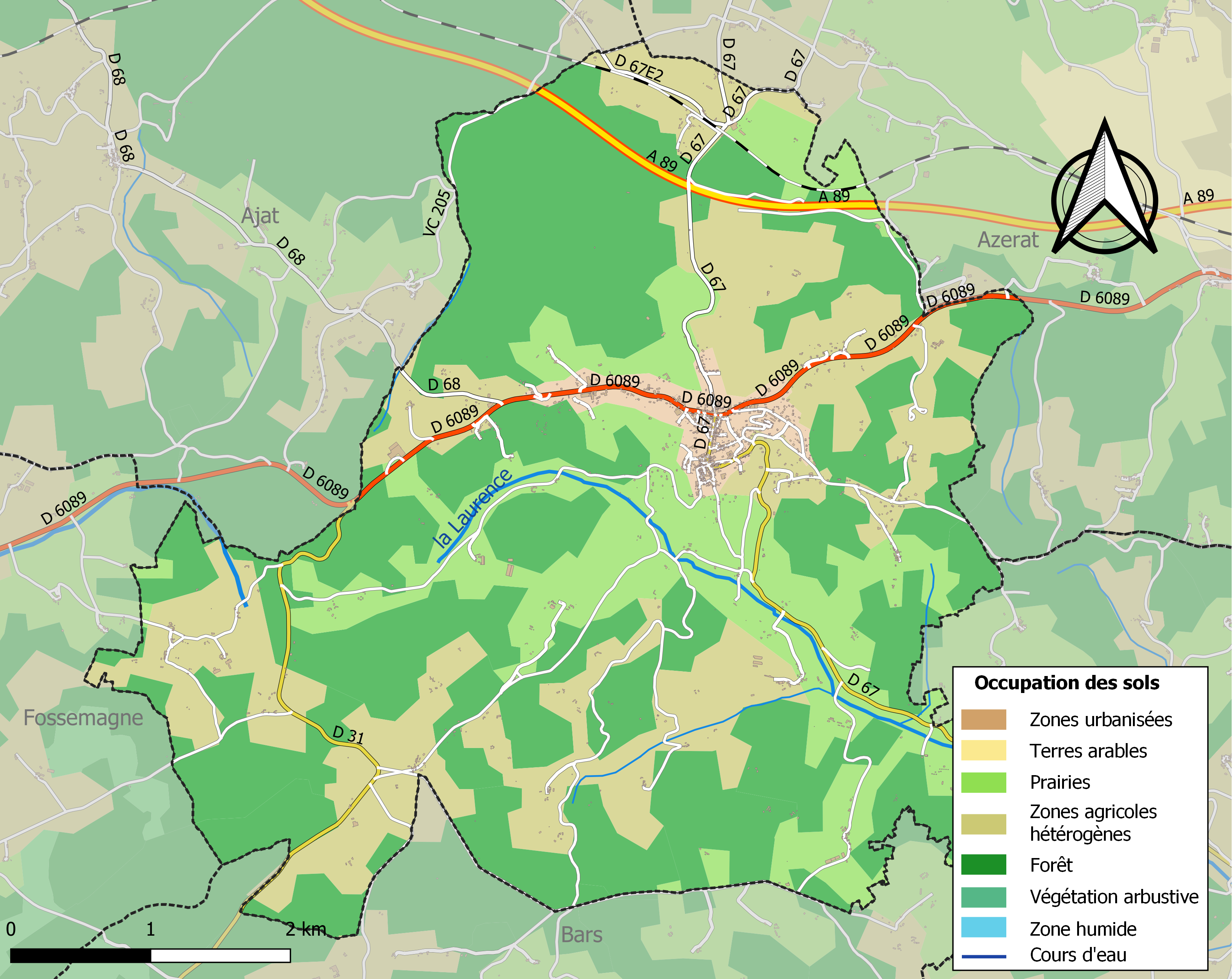

## Verkeer
In de gemeente ligt de spoorweghalte Thenon.

## Demografie
Onderstaande figuur toont het verloop van het inwonertal (bron: INSEE-tellingen).